# New In Chess

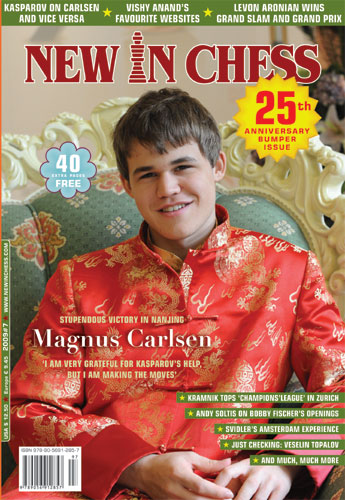
Magnus Carlsen (New in Chess, 2009)

New In Chess (NIC) is een Engelstalig, internationaal schaaktijdschrift dat sinds 1984 in Nederland wordt uitgegeven en acht keer per jaar verschijnt. De redactie is in handen van grootmeester Jan Timman en Dirk Jan ten Geuzendam. Het tijdschrift bevat partijcommentaren van hooggeklasseerde grootmeesters, zoals Vladimir Kramnik, Viswanathan Anand, Péter Lékó, Judit Polgár, Magnus Carlsen en Sergej Karjakin.
New In Chess geeft ook vier keer per jaar een jaarboek uit, met recente ontwikkelingen in de openingstheorie (partijen en artikelen). New In Chess maakt gebruik van een eigen classificatiesysteem van openingen, de NIC-code.

## Schaakbulletin
New In Chess vindt zijn oorsprong in het Nederlandse Schaakbulletin dat sinds 1968 verscheen. Het werd net als dat blad opgericht op initiatief van Wim Andriessen (1938-2017). Aanvankelijk bevatte het blad vooral een opsomming van partijen. In 1970 kwamen Jan Timman en J.H. Donner bij de redactie, waarna steeds meer commentaren en partijanalyses werden opgenomen. In 1984 verscheen het laatste nummer van Schaakbulletin samen met het eerste nummer van New In Chess.